# Malta Song for Europe 1999
Malta Song for Europe 1999 (Abkürzung: MSFE 1999) war die maltesische Vorentscheidung für den Eurovision Song Contest 1999, der in Jerusalem (Israel) stattfand, nachdem Dana International im Vorjahr mit ihrem Lied Diva den Eurovision Song Contest gewonnen hatte. Der Wettbewerb wurde von Times Three mit dem Lied Believe 'n Peace gewonnen.

## Prinzip
Insgesamt wurden 16 Beiträge von einer Fachjury ausgewählt, die am Finale, das am 20. Februar 1999 im Mediterranean Conference Centre stattfand, teilzunehmen. Am 19. und 20. Februar wurden die Lieder wie im Vorjahr ausschließlich auf Englisch vorgetragen. Am 19. Februar wurden die Lieder zunächst vorgestellt. Die Jury wählte mit 100 % Stimmenanteil die 20 Finalisten, die am 20. Februar antraten, um Malta bei dem Eurovision Song Contest zu vertreten.
Die Künstler hatten die Wahl, ihre Lieder auf Englisch oder Maltesisch vorzutragen, da beide Sprachen ihre Amtssprache sind, jedoch entschieden sich alle für die englische Sprache.

### Finale
Im Finale, das am 20. Februar 1999 stattfand, sangen 16 Künstler um den Sieg des Vorentscheids. Letztendlich wurde es von Times Three mit dem Lied Believe 'n Peace gewonnen.
Die Punktevergabe erfolgte durch 7 Juroren, die jeweils an jedes Lied Punkte vergeben mussten, sodass sie jeden Wert von 1–12 und 14, 16, 18 und 20 einmal vergaben.
| Startnr. | Interpret                | Englischer Songtitel   | Ungefähre Bedeutung im Deutschen | Platzierung |
| -------- | ------------------------ | ---------------------- | -------------------------------- | ----------- |
| 01       | Alexander Schembri       | Night Has Fallen       | Die Nacht ist angebrochen        | 6.          |
| 02       | Lawrence Gray            | The Right Time         | Der richtige Zeitpunkt           | 2.          |
| 03       | Fabrizio Faniello        | Thankful for Your Love | Dankbar für deine Liebe          | 8.          |
| 04       | Cisio                    | Takes Me Higher        | Bringt mich höher                | 16.         |
| 05       | Claudette Pace           | Breathless             | Atemlos                          | 5.          |
| 06       | Nadine Axisa & Rita Pace | Hold My Hand           | Halte meine Hand                 | 15.         |
| 07       | Alison Ellul             | Give Me Love           | Gib mir Liebe                    | 14.         |
| 08       | Georgina                 | Who Will Be There      | Wer wird da sein                 | 3.          |
| 09       | Olivia Lewis             | Autumn of My Love      | Herbst meiner Liebe              | 7.          |
| 010      | Natasha & Charlene       | Look Into My Eyes      | Sieh mir in die Augen            | 9.          |
| 011      | Times Three              | Believe ‘n Peace       | Glaub’ an Frieden                | 1.          |
| 012      | Mark Tonna               | Heartbeat              | Herzschlag                       | 11.         |
| 013      | Leontine                 | You’re the Reason      | Du bist der Grund                | 4.          |
| 014      | Marvic Lewis             | It Is You              | Du bist es                       | 13.         |
| 015      | Paul Giordimaina         | I Believe Again        | Ich glaube wieder                | 12.         |
| 016      | Joe Mizzi                | Love Will Find The Way | Liebe wird den Weg finden        | 10.         |

#### Punktevergabe
| Startnr. | Lied                   | 1. Juror | 2. Juror | 3. Juror | 4. Juror | 5. Juror | 6. Juror | 7. Juror | Total |
| -------- | ---------------------- | -------- | -------- | -------- | -------- | -------- | -------- | -------- | ----- |
| 1        | Night Has Fallen       | 11       | 10       | 11       | 14       | 12       | 4        | 12       | 74    |
| 2        | The Right Time         | 18       | 16       | 16       | 16       | 18       | 14       | 16       | 114   |
| 3        | Thankful for Your Love | 12       | 11       | 7        | 9        | 5        | 18       | 9        | 71    |
| 4        | Takes Me Higher        | 1        | 1        | 2        | 10       | 6        | 1        | 2        | 23    |
| 5        | Breathless             | 14       | 5        | 9        | 11       | 14       | 12       | 10       | 75    |
| 6        | Hold My Hand           | 3        | 3        | 3        | 8        | 2        | 2        | 4        | 25    |
| 7        | Give Me Love           | 4        | 4        | 1        | 12       | 3        | 3        | 6        | 33    |
| 8        | Who Will Be There      | 20       | 6        | 4        | 20       | 20       | 8        | 1        | 79    |
| 9        | Autumn of My Love      | 6        | 18       | 10       | 7        | 7        | 7        | 18       | 73    |
| 10       | Look Into My Eyes      | 2        | 12       | 14       | 6        | 8        | 10       | 14       | 68    |
| 11       | Believe ‘n Peace       | 5        | 20       | 20       | 18       | 16       | 20       | 20       | 119   |
| 12       | Heartbeat              | 10       | 8        | 8        | 1        | 11       | 9        | 5        | 52    |
| 13       | You’re the Reason      | 9        | 14       | 18       | 5        | 9        | 11       | 11       | 77    |
| 14       | It Is You              | 7        | 9        | 6        | 2        | 4        | 6        | 8        | 42    |
| 15       | I Believe Again        | 16       | 2        | 5        | 4        | 10       | 5        | 3        | 45    |
| 16       | Love Will Find The Way | 8        | 7        | 12       | 3        | 1        | 16       | 7        | 54    |